# قائمة أجناس الفصيلة البقولية
تضم الفصيلة البقولية 908 أجناس: 619 منها ما يتبع الفصيلة مباشرة و189 منها يتبع أسرة الفولاويات (أوالفراشاوات) (باللاتينية: Papilionaceae) و38 جنساً يتبع أسرة الميموزاوات (باللاتينية: Mimosaceae) و61 جنساً يتبع أسرة السيزالبيناوات (باللاتينية: Caesalpinaceae):

## أسرة البقماوات
تضم أسرة البقماوات أربع قبائل:

### القبيلة البقماوية
تضم القبيلة البقماوية الأجناس التالية:
- البقم (الاسم العلمي: Caesalpinia)
- الغلاديشية (الاسم العلمي: Gleditsia)
- (الاسم العلمي: Acrocarpus)
- (الاسم العلمي: خروب)
- (الاسم العلمي: Colvillea)
- (الاسم العلمي: يعب)
- (الاسم العلمي: رنف)
- (الاسم العلمي: Dimorphandra)
- (الاسم العلمي: حمراء اللحاء)
- (الاسم العلمي: Gymnocladus)
- (الاسم العلمي: عندم)
- (الاسم العلمي: Hoffmannseggia)
- (الاسم العلمي: Melanoxylon)
- (الاسم العلمي: باركنسونية)
- (الاسم العلمي: Pterogyne)
- (الاسم العلمي: Pterolobium)
- (الاسم العلمي: Recordoxylon)
- (الاسم العلمي: Sclerolobium)
- (الاسم العلمي: Tachigali)

### القبيلة الكاسياوية
تضم القبيلة الكاسياوية الأجناس التالية:
- (الاسم العلمي: Acassia)
- (الاسم العلمي: Chamaecrista)
- (الاسم العلمي: دليوم)
- (الاسم العلمي: Koompassia)
- (الاسم العلمي: Labichea)
- (الاسم العلمي: Senna)

### القبيلة الزمزريقاوية
تضم القبيلة الزمزريقاوية الأجناس التالية:
- البوهينيا (الاسم العلمي: بوهينيا)
- البرنيارية (الاسم العلمي: Brenierea)
- الزمزريق (الاسم العلمي: زمزريق)

### القبيلة الديتاراوية
تضم القبيلة الديتاراوية الأجناس التالية:
- الديتار (الاسم العلمي: Detarium)
- الساراكة (الاسم العلمي: Saraca)
- التمرهندي (الاسم العلمي: تمر هندي)
- (الاسم العلمي: Afzelia)
- (الاسم العلمي: Amherstia)
- (الاسم العلمي: Anthonotha)
- (الاسم العلمي: Aphanocalyx)
- (الاسم العلمي: Baikiaea)
- (الاسم العلمي: Berlinia)
- (الاسم العلمي: Brachystegia)
- (الاسم العلمي: Brownea)
- (الاسم العلمي: كبية)
- (الاسم العلمي: Crudia)
- (الاسم العلمي: Cynometra)
- (الاسم العلمي: Daniellia)
- (الاسم العلمي: Dicymbe)
- (الاسم العلمي: Elizabetha)
- (الاسم العلمي: Eperua)
- (الاسم العلمي: Gilbertiodendron)
- (الاسم العلمي: Guibourtia)
- (الاسم العلمي: Heterostemon)
- (الاسم العلمي: Hymenaea)
- (الاسم العلمي: Intsia)
- (الاسم العلمي: Isoberlinia)
- (الاسم العلمي: Julbernardia)
- (الاسم العلمي: Kingiodendron)
- (الاسم العلمي: Macrolobium)
- (الاسم العلمي: Maniltoa)
- (الاسم العلمي: Microberlinia)
- (الاسم العلمي: Paloue)
- (الاسم العلمي: Peltogyne)
- (الاسم العلمي: Schotia)
- (الاسم العلمي: Tessmannia)

## أسرة الميموزاوات

### القبيلة السنطاوية
تضم القبيلة السنطاوية الأجناس التالية:
- السنط (الاسم العلمي: طلح)
- (الاسم العلمي: طلح)
- (الاسم العلمي: ظبيان)
- (الاسم العلمي: كنهبل)

### القبيلة الإنجاوية
تضم القبيلة الإنجاوية الأجناس التالية:
- (الاسم العلمي: Abarema)
- (الاسم العلمي: Affonsea)
- (الاسم العلمي: ألبيزيا)
- (الاسم العلمي: Archidendron)
- (الاسم العلمي: Calliandra)
- (الاسم العلمي: انترولوبيم)
- (الاسم العلمي: سنط أبيض)
- (الاسم العلمي: Havardia)
- (الاسم العلمي: Inga)
- (الاسم العلمي: Lysiloma)
- (الاسم العلمي: Paraserianthes)
- (الاسم العلمي: قرط القرد)
- (الاسم العلمي: Serianthes)
- (الاسم العلمي: Zygia)

### القبيلة الميموزاوية
تضم القبيلة الميموزاوية الأجناس التالية:
- الميموزا وهي الجنس النموذجي لهذه القبيلة
- الغاف
- (الاسم العلمي: Adenanthera)
- (الاسم العلمي: Anadenanthera)
- (الاسم العلمي: Aubrevillea)
- (الاسم العلمي: Cylicodiscus)
- (الاسم العلمي: دسمنتوس)
- (الاسم العلمي: حجوجم)
- (الاسم العلمي: Dinizia)
- (الاسم العلمي: Elephantorrhiza)
- (الاسم العلمي: Entada)
- (الاسم العلمي: لوسينيا)
- (الاسم العلمي: Neptunia)
- (الاسم العلمي: Newtonia)
- (الاسم العلمي: Parkia)
- (الاسم العلمي: Pentaclethra)
- (الاسم العلمي: Piptadenia)
- (الاسم العلمي: Stryphnodendron)
- (الاسم العلمي: Xylia)

### القبيلة الميموزيغانتاوية
تضم القبيلة الميموزيغانتاوية الأجناس التالية:
- ميموزيغانتوس (الاسم العلمي: Mimozyganthus)

## أسرة الفولاوات

### القبيلة القلقلاوية
تضم القبيلة القلقلاوية جنسا واحدا:
- القلقل (الاسم العلمي: قلقل)

### قبيلة ناقصاوية
تضم القبيلة الناقصاوية جنسان هما:
- الناقصة (الاسم العلمي: ناقصة)
- الدالية (الاسم العلمي: Dalea)

### القبيلة البوسياوية
تضم القبيلة البوسياوية جنس واحد:
- البوسياي (الاسم العلمي: Bossiaea)

### قبيلة برنيارتاوية
تضم القبيلة البرنيارتاوية جنسان هما:
- البرنيارتية (الاسم العلمي: Brongniartia)
- (الاسم العلمي: Harpalyce)
- (الاسم العلمي: Hovea)
- (الاسم العلمي: Poecilanthe)

### القبيلة الحمصاوية
تضم القبيلة الحمصاوية جنس واحد:
- الحمص (الاسم العلمي: حمص)

### القبيلة الصنجياوية
تضم القبيلة الصنجياوية الأجناس التالية:
- (الاسم العلمي: أسبلاط)
- الصنجية (الاسم العلمي: نطش)
- (الاسم العلمي: Lebeckia)
- (الاسم العلمي: رفنية)

### القبيلة الجينيستاوية
تضم القبيلة الجينيستاوية (باللاتينية: Genisteae) الأجناس التالية:
- الجينيستا (الاسم العلمي: جينيستا) وهو الجنس النموذجي لهذه القبيلة
- الأدينوكاربوس (الاسم العلمي: Adenocarpus)
- الترمس (الاسم العلمي: Lupinus)
- الرتم (الاسم العلمي: Retama)
- اللزان (الاسم العلمي: Cytisus)
- (الاسم العلمي: Argyrocytisus)
- (الاسم العلمي: فضية)
- (الاسم العلمي: Cytisophyllum)
- (الاسم العلمي: Echinospartum)
- (الاسم العلمي: Erinacea)
- (الاسم العلمي: Gonocytisus)
- (الاسم العلمي: قصاص)
- (الاسم العلمي: Notho+Laburnocytisus)
- (الاسم العلمي: Petteria)
- (الاسم العلمي: وزال)
- (الاسم العلمي: جولق)

### الالقبيلة الساسماوية
تضم الالقبيلة الساسماوية الأجناس التالية:
- الأدسميا (الاسم العلمي: Adesmia)
- الأراكيس (الاسم العلمي: Arachis)
- الأنديرة (الاسم العلمي: أنديرة)
- الساسم (الاسم العلمي: ساسم (جنس))
- الساسميلة (الاسم العلمي: Dalbergiella)
- الزورنيا (الاسم العلمي: Zornia)
- (الاسم العلمي: Aeschynomene)
- (الاسم العلمي: Brya)
- (الاسم العلمي: Hymenolobium)
- (الاسم العلمي: Inocarpus)
- (الاسم العلمي: Kotschya)
- (الاسم العلمي: Machaerium)
- (الاسم العلمي: Nissolia)
- (الاسم العلمي: Ormocarpum)
- (الاسم العلمي: Pictetia)
- (الاسم العلمي: Poiretia)
- (الاسم العلمي: مجنحة الثمار)
- (الاسم العلمي: Smithia)
- (الاسم العلمي: Stylosanthes)

### القبيلة الدسموداوية
تضم القبيلة الدسموداوية الأجناس التالية:
- (الاسم العلمي: Alysicarpus)
- (الاسم العلمي: Codariocalyx)
- (الاسم العلمي: Dendrolobium)
- دسمود (الاسم العلمي: عرقيص)
- (الاسم العلمي: ليسبيديزا)
- (الاسم العلمي: Uraria)

### القبيلة الدبتريكساوية
تضم القبيلة الدبتريكساوية جنسان فقط هما:
- دبتريكس (الاسم العلمي: Dipteryx)
- (الاسم العلمي: Pterodon)

### القبيلة الأوكريستاوية
تضم القبيلة الأوكريستاوية جنساً وحيداً هو:
- أوكريستا (الاسم العلمي: Euchresta)

### القبيلة الفولاوية
تضم القبيلة الفولاوية (باللاتينية: Faboideae) الأجناس التالية:
- البيقية (الاسم العلمي: Vicia) وهو الجنس النموذجي لهذه القبيلة
- الجلبان (الاسم العلمي: Lathyrus)
- العدس(الاسم العلمي: Lens)
- البازلاء (الاسم العلمي: Pisum)
- (الاسم العلمي: Vavilovia)

### القبيلة المدراوية
تضم القبيلة المدراوية الأجناس التالية:
- مدرة (الاسم العلمي: Galega) وهو الجنس النموذجي لهذه القبيلة
- العاقول (الاسم العلمي: Alhagi)
- القتاد (الاسم العلمي: Astragalus)
- قنصور (الاسم العلمي: Colutea)
- (الاسم العلمي: Biserrula)
- (الاسم العلمي: قلفاق)
- (الاسم العلمي: Carmichaelia)
- (الاسم العلمي: Chesneya)
- (الاسم العلمي: ماجدة)
- (الاسم العلمي: Eremosparton)
- سوس (الاسم العلمي: عرقسوس (نبات))
- (الاسم العلمي: Gueldenstaedtia)
- (الاسم العلمي: ملحان)
- (الاسم العلمي: Lessertia)
- (الاسم العلمي: Montigena)
- (الاسم العلمي: Oreophysa)
- (الاسم العلمي: Oxytropis)
- (الاسم العلمي: Smirnowia)
- (الاسم العلمي: Sphaerophysa)
- (الاسم العلمي: Streblorrhiza)
- (الاسم العلمي: Swainsona)

### القبيلة السلاوية
تضم القبيلة السلاوية الأجناس التالية:
- سلة (الاسم العلمي: Hedysarum) وهو الجنس النموذجي لهذه القبيلة
- العنبريس (الاسم العلمي: Onobrychis)
- (الاسم العلمي: قرغانة)
- (الاسم العلمي: جردان)
- (الاسم العلمي: Eversmannia)
- (الاسم العلمي: فويلة)

### القبيلة الهيبوكاليبتاوية
تضم القبيلة الهيبوكاليبتاوية جنساً وحيداً هو:
- هيبوكاليبتوس (الاسم العلمي: Hypocalyptus)

### القبيلة النيلاوية
تضم القبيلة النيلاوية الأجناس التالية:
- قوار (الاسم العلمي: Cyamopsis)
- نيلة (الاسم العلمي: Indigofera)
- الفيلوكسيلون (الاسم العلمي: Phylloxylon)
- الخطمداري (الاسم العلمي: Rhynchotropis)

### القبيلة اللوطساوية
تضم القبيلة اللوطساوية الأجناس التالية:
- لوطس (الاسم العلمي: Lotus)
- الأكيليل (الاسم العلمي: Coronilla)
- (الاسم العلمي: أنثليس)
- (الاسم العلمي: Antopetitia)
- (الاسم العلمي: Cytisopsis)
- (الاسم العلمي: حدوة الحصان)
- (الاسم العلمي: شمردى)
- (الاسم العلمي: رجل الطير)
- (الاسم العلمي: Scorpiurus)

### القبيلة الميربيلياوية
تضم القبيلة الميربيلياوية الأجناس التالية:
- ميربيليا (الاسم العلمي: Mirbelia)
- (الاسم العلمي: كريبية)
- (الاسم العلمي: دريس)
- (الاسم العلمي: Lonchocarpus)
- (الاسم العلمي: ميليتية)
- (الاسم العلمي: دريس)
- (الاسم العلمي: Platysepalum)
- (الاسم العلمي: حويرة (نبات))
- حلوة (الاسم العلمي: Wisteria)
- (الاسم العلمي: Aotus)
- (الاسم العلمي: Chaetocalyx)
- (الاسم العلمي: Chorizema)
- (الاسم العلمي: Daviesia)
- (الاسم العلمي: Dillwynia)
- (الاسم العلمي: Gastrolobium)
- (الاسم العلمي: بازيلاء إسفينية)
- (الاسم العلمي: Jacksonia)
- (الاسم العلمي: Oxylobium)
- (الاسم العلمي: Pultenaea)

### القبيلة الفاصولياوية
تضم القبيلة الفاصولياوية الأجناس التالية:
- الفاصوليا
- اللوبياء
- الميقونة
- الكشت
- الحلوة
- الحمرية
- البظرية
- (الاسم العلمي: فيجنا)
- (الاسم العلمي: لبلب)
- (الاسم العلمي: Apios)
- (الاسم العلمي: Butea)
- (الاسم العلمي: كنجوس)
- (الاسم العلمي: Canavalia)
- (الاسم العلمي: Centrosema)
- (الاسم العلمي: Dioclea)
- (الاسم العلمي: Dunbaria)
- (الاسم العلمي: Eriosema)
- (الاسم العلمي: Flemingia)
- (الاسم العلمي: Kennedia)
- (الاسم العلمي: رنخوس)
- (الاسم العلمي: Teramnus)

### القبيلة البوداليرياوية
تضم القبيلة البوداليرياوية الأجناس التالية:
- (الاسم العلمي: Amphithalea)
- (الاسم العلمي: تصقلب)
- بوداليريا (الاسم العلمي: بدلاريه)
- (الاسم العلمي: Virgilia)

### القبيلة السورالياوية
تضم القبيلة السورالياوية الأجناس التالية:
- (الاسم العلمي: حومان)
- (الاسم العلمي: Cullen)
- (الاسم العلمي: Orbexilum)
- (الاسم العلمي: Otholobium)
- (الاسم العلمي: Pediomelum)
- سوراليا (الاسم العلمي: زفتية)

### القبيلة الروبينياوية
تضم القبيلة الروبينياوية أربعة أجناس هي:
- (الاسم العلمي: Coursetia)
- (الاسم العلمي: Diphysa)
- (الاسم العلمي: Gliricidia)
- (الاسم العلمي: زهرة العنقود)

### القبيلة السيسباناوية
تضم القبيلة السيسباناوية جنساً وحيداً هو:
- سيسبان (الاسم العلمي: سيسبان)

### القبيلة الصفيراوية
تضم القبيلة الصفيراوية الأجناس التالية:
- (الاسم العلمي: Ateleia)
- (الاسم العلمي: بافية)
- (الاسم العلمي: Cadia)
- (الاسم العلمي: Camoensia)
- (الاسم العلمي: Castanospermum)
- (الاسم العلمي: خطر)
- (الاسم العلمي: Diplotropis)
- (الاسم العلمي: Maackia)
- (الاسم العلمي: Myroxylon)
- (الاسم العلمي: Ormosia)
- (الاسم العلمي: Pericopsis)
- (الاسم العلمي: Salweenia)
- صفيراء (الاسم العلمي: Sophora)

### القبيلة السوارتزاوية
تضم القبيلة السوارتزاوية الأجناس التالية:
- (الاسم العلمي: Aldina)
- (الاسم العلمي: Bocoa)
- (الاسم العلمي: Cordyla)
- (الاسم العلمي: Lecointea)
- (الاسم العلمي: Swartzia)
- (الاسم العلمي: Zollernia)

### القبيلة الثرموبسيساوية
تضم القبيلة الثرموبسيساوية الأجناس التالية:
- (الاسم العلمي: Ammopiptanthus)
- أركوض (الاسم العلمي: Anagyris)
- نيلة برية (الاسم العلمي: Baptisia)
- (الاسم العلمي: Pickeringia)
- (الاسم العلمي: دريمة)
- (الاسم العلمي: Thermopsis)

### القبيلة النفلاوية
تضم القبيلة النفلاوية الأجناس التالية:
- (الاسم العلمي: فصة)
- (الاسم العلمي: حندقوق)
- (الاسم العلمي: شبرق)
- (الاسم العلمي: Parochetus)
- (الاسم العلمي: نفل)
- (الاسم العلمي: حلبة (جنس))

## أجناس تتبع الفصيلة مباشرة
| - الأفجكية - العظلم - البوركية - السكورجيرة - اللوبيا البصلية - الغريفونية - حاد القرون (الاسم العلمي: Oxyrhynchus) - (الاسم العلمي: Achyronia) - (الاسم العلمي: Acmispon) - (الاسم العلمي: Acosmium) - (الاسم العلمي: Adenodolichos) - (الاسم العلمي: Adenolobus) - (الاسم العلمي: Adenopodia) - (الاسم العلمي: Aenictophyton) - (الاسم العلمي: Aganope) - (الاسم العلمي: Airyantha) - (الاسم العلمي: Akschindlium) - (الاسم العلمي: Alantsilodendron) - (الاسم العلمي: ألبيزيا) - (الاسم العلمي: Alexa) - (الاسم العلمي: Alistilus) - (الاسم العلمي: Almaleea) - (الاسم العلمي: Amarenus) - (الاسم العلمي: Amblygonocarpus) - (الاسم العلمي: Amburana) - (الاسم العلمي: ساسم (جنس)) - (الاسم العلمي: Amicia) - (الاسم العلمي: Ammodendron) - (الاسم العلمي: Amoria) - (الاسم العلمي: Amphicarpaea) - (الاسم العلمي: Amphimas) - (الاسم العلمي: Amphinomia) - (الاسم العلمي: Anarthrophyllum) - (الاسم العلمي: Androcalymma) - (الاسم العلمي: Angylocalyx) - (الاسم العلمي: Anila) - (الاسم العلمي: قرن الغزال) - (الاسم العلمي: Anneslia) - (الاسم العلمي: Antheroporum) - (الاسم العلمي: Apalatoa) - (الاسم العلمي: Aphyllodium) - (الاسم العلمي: Apoplanesia) - (الاسم العلمي: Apuleia) - (الاسم العلمي: Apurimacia) - (الاسم العلمي: Aragallus) | - (الاسم العلمي: Arapatiella) - (الاسم العلمي: Archidendropsis) - (الاسم العلمي: Arcoa) - (الاسم العلمي: Arthrocarpum) - (الاسم العلمي: Arthroclianthus) - (الاسم العلمي: أنثليس) - (الاسم العلمي: قتاد) - (الاسم العلمي: Astyposanthes) - (الاسم العلمي: قتاد) - (الاسم العلمي: أتوسا) - (الاسم العلمي: كنجوس) - (الاسم العلمي: Augouardia) - (الاسم العلمي: Austrodolichos) - (الاسم العلمي: Austrosteenisia) - (الاسم العلمي: Balizia) - (الاسم العلمي: Balsamocarpon) - (الاسم العلمي: Baphiastrum) - (الاسم العلمي: Baphiopsis) - (الاسم العلمي: Barbieria) - (الاسم العلمي: Barklya) - (الاسم العلمي: Barnebydendron) - (الاسم العلمي: قتاد) - (الاسم العلمي: Baryxylum) - (الاسم العلمي: Batesia) - (الاسم العلمي: Batschia) - (الاسم العلمي: Baudouinia) - (الاسم العلمي: Behaimia) - (الاسم العلمي: Bergeronia) - (الاسم العلمي: Bikinia) - (الاسم العلمي: Binaria) - (الاسم العلمي: Bionia) - (الاسم العلمي: Blanchetiodendron) - (الاسم العلمي: Bobgunnia) - (الاسم العلمي: Bolusanthus) - (الاسم العلمي: Bolusia) - (الاسم العلمي: أسبلاط) - (الاسم العلمي: Botor) - (الاسم العلمي: بوديشيا) - (الاسم العلمي: Bowringia) - (الاسم العلمي: Brachycylix) | - (الاسم العلمي: Brachysema) - (الاسم العلمي: Bradburya) - (الاسم العلمي: Bradlea) - (الاسم العلمي: Brandzeia) - (الاسم العلمي: بقم) - (الاسم العلمي: Brenaniodendron) - (الاسم العلمي: Brodriguesia) - (الاسم العلمي: Browneopsis) - (الاسم العلمي: Bryaspis) - (الاسم العلمي: Buchenroedera) - (الاسم العلمي: Burkilliodendron) - (الاسم العلمي: بازيلاء إسفينية) - (الاسم العلمي: Bussea) - (الاسم العلمي: حجوجم) - (الاسم العلمي: فضية) - (الاسم العلمي: Callerya) - (الاسم العلمي: Calliandropsis) - (الاسم العلمي: Callistachys) - (الاسم العلمي: Calopogonium) - (الاسم العلمي: Calpocalyx) - (الاسم العلمي: Calpurnia) - (الاسم العلمي: Calycomorphum) - (الاسم العلمي: Campsiandra) - (الاسم العلمي: Camptosema) - (الاسم العلمي: Campylotropis) - (الاسم العلمي: Candolleodendron) - (الاسم العلمي: كنجوس) - (الاسم العلمي: Cantuffa) - (الاسم العلمي: Carissoa) - (الاسم العلمي: Cascaronia) - (الاسم العلمي: Cathormion) - (الاسم العلمي: Cebipira) - (الاسم العلمي: Cedrelinga) - (الاسم العلمي: Cenostigma) - (الاسم العلمي: Centrolobium) - (الاسم العلمي: باركنسونية (نبات)) - (الاسم العلمي: Chadsia) - (الاسم العلمي: سنا) - (الاسم العلمي: جينيستا) | - (الاسم العلمي: Chapmannia) - (الاسم العلمي: فضية) - (الاسم العلمي: Chesniella) - (الاسم العلمي: Chidlowia) - (الاسم العلمي: Chiovendaea) - (الاسم العلمي: Chloroleucon) - (الاسم العلمي: Christia) - (الاسم العلمي: Chronanthos) - (الاسم العلمي: البيكار (كوكبة)) - (الاسم العلمي: Clathrotropis) - (الاسم العلمي: Clavulium) - (الاسم العلمي: Cleobulia) - (الاسم العلمي: Clitoriopsis) - (الاسم العلمي: Cochlianthus) - (الاسم العلمي: Coelidium) - (الاسم العلمي: Cojoba) - (الاسم العلمي: Collaea) - (الاسم العلمي: Cologania) - (الاسم العلمي: Colophospermum) - (الاسم العلمي: Coluteastrum) - (الاسم العلمي: Conzattia) - (الاسم العلمي: كبية (عصارة)) - (الاسم العلمي: كبية) - (الاسم العلمي: حمرية (نبات)) - (الاسم العلمي: Corethrodendron) - (الاسم العلمي: لزان) - (الاسم العلمي: Corothamus) - (الاسم العلمي: Coumarouna) - (الاسم العلمي: Cracca) - (الاسم العلمي: Cranocarpus) - (الاسم العلمي: Craspedolobium) - (الاسم العلمي: Cratylia) - (الاسم العلمي: Cristonia) - (الاسم العلمي: Cruddasia) - (الاسم العلمي: Cryptosepalum) - (الاسم العلمي: قتاد) - (الاسم العلمي: Cyathostegia) - (الاسم العلمي: Cyclocarpa) - (الاسم العلمي: Cyclolobium) - (الاسم العلمي: Cymbosema) | - (الاسم العلمي: قتاد) - (الاسم العلمي: جينيستا) - (الاسم العلمي: لزان) - (الاسم العلمي: Dahlstedtia) - (الاسم العلمي: Dalhousiea) - (الاسم العلمي: Damapana) - (الاسم العلمي: آيآي) - (الاسم العلمي: Decorsea) - (الاسم العلمي: Deguelia) - (الاسم العلمي: Desmodiastrum) - (الاسم العلمي: ليسبيديزا) - (الاسم العلمي: Dewevrea) - (الاسم العلمي: Dicerma) - (الاسم العلمي: Dichilus) - (الاسم العلمي: Dicorynia) - (الاسم العلمي: Dicraeopetalum) - (الاسم العلمي: Dicymbopsis) - (الاسم العلمي: Didelotia) - (الاسم العلمي: قتاد) - (الاسم العلمي: Diphaca) - (الاسم العلمي: Diphyllarium) - (الاسم العلمي: Dipogon) - (الاسم العلمي: Diptychandra) - (الاسم العلمي: Discolobium) - (الاسم العلمي: Distemonanthus) - (الاسم العلمي: Disynstemon) - (الاسم العلمي: رنخوس) - (الاسم العلمي: Dolichopsis) - (الاسم العلمي: قرن الغزال) - (الاسم العلمي: Dorycnopsis) - (الاسم العلمي: Drepanocarpus) - (الاسم العلمي: Droogmansia) - (الاسم العلمي: Dumasia) - (الاسم العلمي: Duparquetia) - (الاسم العلمي: Dupuya) - (الاسم العلمي: Dussia) - (الاسم العلمي: Dysolobium) - (الاسم العلمي: جردان) - (الاسم العلمي: Ebenopsis) - (الاسم العلمي: ساسم (جنس)) | - (الاسم العلمي: Ecuadendron) - (الاسم العلمي: Eleiotis) - (الاسم العلمي: Eligmocarpus) - (الاسم العلمي: حدوة الحصان) - (الاسم العلمي: Eminia) - (الاسم العلمي: Endertia) - (الاسم العلمي: Endosamara) - (الاسم العلمي: Englerodendron) - (الاسم العلمي: Entadopsis) - (الاسم العلمي: Erichsenia) - (الاسم العلمي: Erophaca) - (الاسم العلمي: Errazurizia) - (الاسم العلمي: بيقية) - (الاسم العلمي: Etaballia) - (الاسم العلمي: Euchilopsis) - (الاسم العلمي: Eurypetalum) - (الاسم العلمي: Eutaxia) - (الاسم العلمي: Exostyles) - (الاسم العلمي: Eysenhardtia) - (الاسم العلمي: Fagelia) - (الاسم العلمي: Falcata) - (الاسم العلمي: Falcataria) - (الاسم العلمي: Fedorovia) - (الاسم العلمي: Fiebrigiella) - (الاسم العلمي: Fillaeopsis) - (الاسم العلمي: Fissicalyx) - (الاسم العلمي: Fordia) - (الاسم العلمي: Gagnebina) - (الاسم العلمي: Gajanus) - (الاسم العلمي: Galactia) - (الاسم العلمي: Geissaspis) - (الاسم العلمي: Genistidium) - (الاسم العلمي: Geoffroea) - (الاسم العلمي: Gigasiphon) - (الاسم العلمي: Gilletiodendron) - (الاسم العلمي: سيسبان) - (الاسم العلمي: Glycinopsis) - (الاسم العلمي: Glycyrrhizopsis) - (الاسم العلمي: Goniorrhachis) - (الاسم العلمي: Goodia) | - (الاسم العلمي: Gossweilerodendron) - (الاسم العلمي: Grazielodendron) - (الاسم العلمي: Grona) - (الاسم العلمي: Guianodendron) - (الاسم العلمي: Guilandina) - (الاسم العلمي: Guillandinodes) - (الاسم العلمي: ميموزا) - (الاسم العلمي: Hammatolobium) - (الاسم العلمي: Hanslia) - (الاسم العلمي: Haplormosia) - (الاسم العلمي: Hardenbergia) - (الاسم العلمي: Hardwickia) - (الاسم العلمي: Harleyodendron) - (الاسم العلمي: Hebestigma) - (الاسم العلمي: Hegnera) - (الاسم العلمي: قرن الغزال) - (الاسم العلمي: Hermesias) - (الاسم العلمي: سنا) - (الاسم العلمي: Herpyza) - (الاسم العلمي: Hesperalbizia) - (الاسم العلمي: قتاد) - (الاسم العلمي: Hesperolaburnum) - (الاسم العلمي: Hesperothamnus) - (الاسم العلمي: Heteroflorum) - (الاسم العلمي: Hoita) - (الاسم العلمي: Holocalyx) - (الاسم العلمي: قتاد) - (الاسم العلمي: Hosackia) - (الاسم العلمي: Humboldtia) - (الاسم العلمي: Humularia) - (الاسم العلمي: Hybosema) - (الاسم العلمي: Hydrochorea) - (الاسم العلمي: Hylodendron) - (الاسم العلمي: عرقيص) - (الاسم العلمي: Hymenostegia) - (الاسم العلمي: بيقية) - (الاسم العلمي: Icuria) - (الاسم العلمي: Indigastrum) - (الاسم العلمي: Indopiptadenia) | - (الاسم العلمي: سنا) - (الاسم العلمي: Isomacrolobium) - (الاسم العلمي: Isotropis) - (الاسم العلمي: Jacksonago) - (الاسم العلمي: Jacqueshuberia) - (الاسم العلمي: Jansonia) - (الاسم العلمي: Kalappia) - (الاسم العلمي: كانالوا) - (الاسم العلمي: Kebirita) - (الاسم العلمي: Kerstingiella) - (الاسم العلمي: صفيراء) - (الاسم العلمي: Klugiodendron) - (الاسم العلمي: وستارية) - (الاسم العلمي: Krebsia) - (الاسم العلمي: Kuhnistera) - (الاسم العلمي: Kummerowia) - (الاسم العلمي: Kunstleria) - (الاسم العلمي: Lackeya) - (الاسم العلمي: Ladeania) - (الاسم العلمي: Lamprolobium) - (الاسم العلمي: Lasiobema) - (الاسم العلمي: Latrobea) - (الاسم العلمي: Lebruniodendron) - (الاسم العلمي: Lembotropis) - (الاسم العلمي: Lemurodendron) - (الاسم العلمي: Lemuropisum) - (الاسم العلمي: Lennea) - (الاسم العلمي: Leonardendron) - (الاسم العلمي: Leonardoxa) - (الاسم العلمي: Leptidium) - (الاسم العلمي: Leptoderris) - (الاسم العلمي: Leptodesmia) - (الاسم العلمي: ميموزا) - (الاسم العلمي: Leptolobium) - (الاسم العلمي: Leptosema) - (الاسم العلمي: Leucochloron) - (الاسم العلمي: Leucomphalos) - (الاسم العلمي: Leucostegane) - (الاسم العلمي: Libidibia) - (الاسم العلمي: Librevillea) | - (الاسم العلمي: Loesenera) - (الاسم العلمي: Lophocarpinia) - (الاسم العلمي: Lotodes) - (الاسم العلمي: Loxospermum) - (الاسم العلمي: Luetzelburgia) - (الاسم العلمي: نفل) - (الاسم العلمي: Luzonia) - (الاسم العلمي: إسطنبول) - (الاسم العلمي: Lysidice) - (الاسم العلمي: Lysiphyllum) - (الاسم العلمي: Macropsychanthus) - (الاسم العلمي: Macroptilium) - (الاسم العلمي: Macrosamanea) - (الاسم العلمي: Macrotyloma) - (الاسم العلمي: Margaritolobium) - (الاسم العلمي: مارينا) - (الاسم العلمي: Mariosousa) - (الاسم العلمي: Marmaroxylon) - (الاسم العلمي: Martiodendron) - (الاسم العلمي: Mastersia) - (الاسم العلمي: Mecopus) - (الاسم العلمي: عرقيص) - (الاسم العلمي: Meizotropis) - (الاسم العلمي: حلبة) - (الاسم العلمي: حلبة) - (الاسم العلمي: Melliniella) - (الاسم العلمي: Melolobium) - (الاسم العلمي: Mendoravia) - (الاسم العلمي: عرقسوس (نبات)) - (الاسم العلمي: Mezoneurum) - (الاسم العلمي: Michelsonia) - (الاسم العلمي: Microcharis) - (الاسم العلمي: Microlobius) - (الاسم العلمي: Mildbraediodendron) - (الاسم العلمي: ميموزا) - (الاسم العلمي: Moghania) - (الاسم العلمي: Moldenhawera) - (الاسم العلمي: Monopteryx) - (الاسم العلمي: Mora) - (الاسم العلمي: ميموزا) | - (الاسم العلمي: Moullava) - (الاسم العلمي: Moutouchi) - (الاسم العلمي: Muellera) - (الاسم العلمي: Muelleranthus) - (الاسم العلمي: Mundulea) - (الاسم العلمي: قتاد) - (الاسم العلمي: Myrocarpus) - (الاسم العلمي: Myrospermum) - (الاسم العلمي: Mysanthus) - (الاسم العلمي: Negretia) - (الاسم العلمي: Nemcia) - (الاسم العلمي: Neoapaloxylon) - (الاسم العلمي: Neochevalierodendron) - (الاسم العلمي: Neocollettia) - (الاسم العلمي: Neoharmsia) - (الاسم العلمي: Neonotonia) - (الاسم العلمي: Neorautanenia) - (الاسم العلمي: Neorudolphia) - (الاسم العلمي: Nephrodesmus) - (الاسم العلمي: عرقيص) - (الاسم العلمي: Nesphostylis) - (الاسم العلمي: عرقيص) - (الاسم العلمي: كنهبل) - (الاسم العلمي: Nogra) - (الاسم العلمي: رنخوس) - (الاسم العلمي: Normandiodendron) - (الاسم العلمي: Notodon) - (الاسم العلمي: Obolinga) - (الاسم العلمي: Oddoniodendron) - (الاسم العلمي: Odonia) - (الاسم العلمي: عرقيص) - (الاسم العلمي: أولنيا) - (الاسم العلمي: Onix) - (الاسم العلمي: قتاد) - (الاسم العلمي: Ophrestia) - (الاسم العلمي: Ormocarpopsis) - (الاسم العلمي: Ornithopodium) - (الاسم العلمي: جلبان) - (الاسم العلمي: قتاد) - (الاسم العلمي: Orphanodendron) | - (الاسم العلمي: Oryxis) - (الاسم العلمي: Ostryocarpus) - (الاسم العلمي: Otoptera) - (الاسم العلمي: Ottleya) - (الاسم العلمي: Oxystigma) - (الاسم العلمي: Pachecoa) - (الاسم العلمي: Pachyelasma) - (الاسم العلمي: Painteria) - (الاسم العلمي: Paloveopsis) - (الاسم العلمي: Panthocarpa) - (الاسم العلمي: Panurea) - (الاسم العلمي: شبيه الكأس) - (الاسم العلمي: Paramachaerium) - (الاسم العلمي: Paramacrolobium) - (الاسم العلمي: Paramesus) - (الاسم العلمي: Parapiptadenia) - (الاسم العلمي: Pararchidendron) - (الاسم العلمي: Paratephrosia) - (الاسم العلمي: Parosela) - (الاسم العلمي: Parryella) - (الاسم العلمي: أديسميا) - (الاسم العلمي: Pearsonia) - (الاسم العلمي: قرن الغزال) - (الاسم العلمي: Pelecynthis) - (الاسم العلمي: Pellegriniodendron) - (الاسم العلمي: Peltiera) - (الاسم العلمي: Peltophorum) - (الاسم العلمي: Periandra) - (الاسم العلمي: بوهينيا) - (الاسم العلمي: Petaladenium) - (الاسم العلمي: Petalostemon) - (الاسم العلمي: Petalostylis) - (الاسم العلمي: Peteria) - (الاسم العلمي: قتاد) - (الاسم العلمي: Phanera) - (الاسم العلمي: Phaseolodes) - (الاسم العلمي: Philenoptera) - (الاسم العلمي: Phylacium) | - (الاسم العلمي: Phyllocarpus) - (الاسم العلمي: Phyllodium) - (الاسم العلمي: Phyllolobium) - (الاسم العلمي: Phyllota) - (الاسم العلمي: Physostigma) - (الاسم العلمي: Piliostigma) - (الاسم العلمي: Piptadeniastrum) - (الاسم العلمي: Piptadeniopsis) - (الاسم العلمي: Piptomeris) - (الاسم العلمي: Piscidia) - (الاسم العلمي: Pityrocarpa) - (الاسم العلمي: Placolobium) - (الاسم العلمي: Plagiocarpus) - (الاسم العلمي: Plagiosiphon) - (الاسم العلمي: Plathymenia) - (الاسم العلمي: Platycelyphium) - (الاسم العلمي: Platycyamus) - (الاسم العلمي: Platylobium) - (الاسم العلمي: Platymiscium) - (الاسم العلمي: Platypodium) - (الاسم العلمي: عرقيص) - (الاسم العلمي: ذيلان) - (الاسم العلمي: Podolobium) - (الاسم العلمي: Podolotus) - (الاسم العلمي: Poeppigia) - (الاسم العلمي: Poincianella) - (الاسم العلمي: Poissonia) - (الاسم العلمي: Poitea) - (الاسم العلمي: Polhillia) - (الاسم العلمي: Polystemonanthus) - (الاسم العلمي: بوماريا) - (الاسم العلمي: Pongamiopsis) - (الاسم العلمي: Priestleya) - (الاسم العلمي: Prioria) - (الاسم العلمي: Prosopidastrum) - (الاسم العلمي: Pseudarthria) - (الاسم العلمي: Pseudeminia) - (الاسم العلمي: Pseudoberlinia) - (الاسم العلمي: Pseudoentada) - (الاسم العلمي: Pseudoeriosema) | - (الاسم العلمي: Pseudolotus) - (الاسم العلمي: Pseudomacrolobium) - (الاسم العلمي: Pseudopiptadenia) - (الاسم العلمي: Pseudoprosopis) - (الاسم العلمي: Pseudosamanea) - (الاسم العلمي: كبية) - (الاسم العلمي: Pseudovigna) - (الاسم العلمي: Psophocarpus) - (الاسم العلمي: Psoralidium) - (الاسم العلمي: Psorothamnus) - (الاسم العلمي: Ptycholobium) - (الاسم العلمي: Ptychosema) - (الاسم العلمي: Pusaetha) - (الاسم العلمي: Pycnospora) - (الاسم العلمي: Pyranthus) - (الاسم العلمي: طلح) - (الاسم العلمي: Ramirezella) - (الاسم العلمي: Ramorinoa) - (الاسم العلمي: وستارية) - (الاسم العلمي: Requienia) - (الاسم العلمي: رودوبيس) - (الاسم العلمي: Riedeliella) - (الاسم العلمي: Robynsiophyton) - (الاسم العلمي: Rothia) - (الاسم العلمي: Rupertia) - (الاسم العلمي: Sakoanala) - (الاسم العلمي: Samanea) - (الاسم العلمي: Sarcodum) - (الاسم العلمي: لزان) - (الاسم العلمي: Sartoria) - (الاسم العلمي: Schefflerodendron) - (الاسم العلمي: Schizolobium) - (الاسم العلمي: Schleinitzia) - (الاسم العلمي: Schnella) - (الاسم العلمي: Schrankia) - (الاسم العلمي: Scorodophloeus) - (الاسم العلمي: Sellocharis) - (الاسم العلمي: Sertula) - (الاسم العلمي: سيسبان) | - (الاسم العلمي: Shuteria) - (الاسم العلمي: زمزريق) - (الاسم العلمي: Sindora) - (الاسم العلمي: Sindoropsis) - (الاسم العلمي: Sinodolichos) - (الاسم العلمي: Soemmeringia) - (الاسم العلمي: Solulus) - (الاسم العلمي: Spartidium) - (الاسم العلمي: Spathionema) - (الاسم العلمي: Spatholobus) - (الاسم العلمي: Sphaerolobium) - (الاسم العلمي: Sphenostylis) - (الاسم العلمي: Sphinctospermum) - (الاسم العلمي: Sphinga) - (الاسم العلمي: Spiesia) - (الاسم العلمي: Spirotropis) - (الاسم العلمي: Spongiocarpella) - (الاسم العلمي: Stachyothyrsus) - (الاسم العلمي: Stahlia) - (الاسم العلمي: Stauracanthus) - (الاسم العلمي: Stemonocoleus) - (الاسم العلمي: Stenodrepanum) - (الاسم العلمي: Stirtonanthus) - (الاسم العلمي: ميقونة) - (الاسم العلمي: Stonesiella) - (الاسم العلمي: Storckiella) - (الاسم العلمي: Strongylodon) - (الاسم العلمي: Strophostyles) - (الاسم العلمي: سيزالبيناوات) - (الاسم العلمي: Styphnolobium) - (الاسم العلمي: Sutherlandia) - (الاسم العلمي: Sweetia) - (الاسم العلمي: Sylvichadsia) - (الاسم العلمي: Sympetalandra) - (الاسم العلمي: Syrmatium) - (الاسم العلمي: Tadehagi) - (الاسم العلمي: Talbotiella) - (الاسم العلمي: Taralea) - (الاسم العلمي: ألال) - (الاسم العلمي: Teline) | - (الاسم العلمي: حلبة (جنس)) - (الاسم العلمي: Templetonia) - (الاسم العلمي: بظرية) - (الاسم العلمي: Terua) - (الاسم العلمي: Tetraberlinia) - (الاسم العلمي: قرن الغزال) - (الاسم العلمي: Tetrapleura) - (الاسم العلمي: Tetrapterocarpon) - (الاسم العلمي: Teyleria) - (الاسم العلمي: Thailentadopsis) - (الاسم العلمي: Thylacanthus) - (الاسم العلمي: Tibetia) - (الاسم العلمي: تيبوانا) - (الاسم العلمي: Tium) - (الاسم العلمي: Toubaouate) - (الاسم العلمي: Tounatea) - (الاسم العلمي: Tournaya) - (الاسم العلمي: قتاد) - (الاسم العلمي: Trifidacanthus) - (الاسم العلمي: Triplisomeris) - (الاسم العلمي: Tripodion) - (الاسم العلمي: Trischidium) - (الاسم العلمي: Tuchiroa) - (الاسم العلمي: Tunatea) - (الاسم العلمي: Tylosema) - (الاسم العلمي: Uittienia) - (الاسم العلمي: Uleanthus) - (الاسم العلمي: Umtiza) - (الاسم العلمي: Urariopsis) - (الاسم العلمي: Uribea) - (الاسم العلمي: Urodon) - (الاسم العلمي: Vandasina) - (الاسم العلمي: Vatairea) - (الاسم العلمي: Vataireopsis) - (الاسم العلمي: Vatovaea) - (الاسم العلمي: نيلة) - (الاسم العلمي: لزان) - (الاسم العلمي: صفيراء) - (الاسم العلمي: Viguieranthus) - (الاسم العلمي: Vilmorinia) | - (الاسم العلمي: Viminaria) - (الاسم العلمي: Vouacapoua) - (الاسم العلمي: Vouapa) - (الاسم العلمي: Vuapa) - (الاسم العلمي: Wajira) - (الاسم العلمي: Wallaceodendron) - (الاسم العلمي: Weberbauerella) - (الاسم العلمي: Westia) - (الاسم العلمي: Wiborgia) - (الاسم العلمي: Willardia) - (الاسم العلمي: Xerocladia) - (الاسم العلمي: Xeroderris) - (الاسم العلمي: Xipotheca) - (الاسم العلمي: قتاد) - (الاسم العلمي: Zapoteca) - (الاسم العلمي: Zenia) - (الاسم العلمي: Zenkerella) - (الاسم العلمي: Zingania) - (الاسم العلمي: Zuccagnia) |